# Международное непатентованное наименование
Международное непатентованное наименование (МНН) — уникальное наименование действующего вещества лекарственного средства, рекомендованное Всемирной организацией здравоохранения (ВОЗ).

## Принципы присваивания МНН
МНН принципиально присваивается только одиночным, чётко определимым веществам, которые можно однозначно охарактеризовать химической номенклатурой (или формулой). ВОЗ придерживается политики не выбирать названий для смесей веществ в рамках программы МНН; нечётко охарактеризованные вещества могут рассматриваться в системе МНН только в исключительных случаях. Не подбираются МНН для веществ растительного происхождения (травяных препаратов) и для гомеопатических препаратов. Также программа МНН не выбирает названия для веществ, которые давно применяются для медицинских целей под устойчивыми названиями; в частности, это касается алкалоидов (например, морфин, кодеин) и тривиальных химических названий (например, уксусная кислота).
Процесс выбора МНН занимает длительное время (в среднем 26,4 месяца). Все выбранные названия публикуются ВОЗ после уведомления подателя запроса в журнале WHO Drug Information. С 1997 года, как правило, за год осуществляется публикация двух списков рекомендованных и двух списков предлагаемых названий; эти списки составляются на трёх языках: английском, французском и испанском, а также включают латинский вариант каждого международного непатентованного названия.
Также публикуется полный перечень МНН, который регулярно обновляется. В нём названия МНН указываются на латыни, английском, французском, испанском, арабском, китайском и русском языках, а также упоминаются другие распространённые названия тех же веществ. По состоянию на 2010 год опубликовано более 8000 международных непатентованных названий.

## Пример
| МНН                                                    | Парацетамол (Paracetamol)                                  |
| Название в Великобритании (British Approved Name, BAN) | Paracetamol                                                |
| Название в США (United States Adopted Name, USAN)      | Acetaminophen                                              |
| Другие непатентованные названия                        | N-acetyl-p-aminophenol, APAP, p-Acetamidophenol, Acetamol  |
| Торговые наименования (бренды)                         | Тайленол, Панадол, Panamax, Perdolan, Calpol, Doliprane, … |
| Название по номенклатуре ИЮПАК                         | N-(4-гидроксифенил)-ацетамид                               |